# Аникто
Аникто (греч. Όρμος Ανοικτό ή Ανοιχτό), также Анадоли (Όρμος Αναδούλι), залив Имерос (Κόλπος του Ίμερου) — открытая бухта в Греции, в северной части Эгейского моря (Фракийского моря), у побережья Фракии, в периферийной единице Родопи в периферии Восточная Македония и Фракия.
Устье бухты расположено между мысами Ахлада (Ακρωτήριο Αχλάδα) на востоке и Курузмилос (Ακρωτήριο Κουρουσμηλού) на западе.
В западной части бухты находится устье реки Возвозис (Боспос), которая впадает в озеро Митрикос (в древности — Исмарида). Озеро Митрикос входит в Национальный парк «Восточная Македония и Фракия». В восточной части залива впадает река Филиури. Восточнее устья Филиури находится деревня Имерос.
У мыса Курузмилос находится лагуна (озеро) Элос (Кайялдзе, Λιμνοθάλασσα Έλους), западнее которого расположена лагуна Птелея (Карагацелия, Λιμνοθάλασσα Πτελέα).
Бухта открыта в сторону островов Тасос, Самотраки и Лемнос.